# عاصم حمدان
عاصم حمدان علي الغامدي باحث ومؤرخ سعودي، ولد في مدينة جدة عام 1373 هـ الموافق 1953م، ويعد أبرز من كتب عن تاريخ المدينة المنورة في هذا العصر، يكتب في (جريدة المدينة) السعودية، كما كتب زاوية (ذكريات من الصُّفَّة) في المجلة العربية. وصدر له عدد كبير من المؤلفات من بينها: (قديم الأدب وحديثه في بيئة المدينة المنورة)، و (حارة الأغوات: صورة أدبية للمدينة المنورة في القرن الرابع عشر الهجري).
توفي في 23 رمضان 1441 هـ، الموافق 16 مايو (أيار) 2020، في المدينة المنورة، ودفن في البقيع

## التعليم
- تلقى تعليمه العام في المدينة المنورة.
- حاصل على درجة البكالوريوس في اللغة العربية وآدابها «بمرتبة الشرف الأولى» من جامعة أم القرى  في مكة المكرمة عام 1396 هـ.
- حاصل على درجة الدكتوراه في الفلسفة من جامعة مانشستر عام 1406 هـ، وكان عنوان رسالته: (أدب المدينة المنورة في القرن الثاني عشر الهجري: دراسة نقدية اعتماداً على المصادر المعاصرة).[11]

## العمل
- عمل أستاذاً في قسم اللغة العربية بكلية الآداب في جامعة الملك عبد العزيز بجدة.
- عمل معيدا في جامعة أم القرى في مكة المكرمة سنة 1399 هـ.
- عمل مستشاراً غير متفرغ لوزير الحج.
- عمل رئيساً لتحرير مجلة الطلاب الصادرة عن نادي الطلاب السعوديين في بريطانيا 1406هـ (1986م).
- عمل رئيساً لتحرير مجلة الحج الصادرة عن وزارة الحج.
- عمل رئيساً لتحرير مجلة (جذور) التي تصدر عن النادي الأدبي الثقافي بجدة.[11]
- يكتب زاوية أسبوعية في صحيفة المدينة بعنوان «رؤية فكرية» وأخرى باللغة الإنجليزية في صحيفة عرب نيوز عنوانها: In Focus.[12]

## المؤلفات
- (التآمر الصهيوني الصليبي على الإسلام) صدر عن رابطة العالم الإسلامي في مكة عام 1409 هـ.[5]
- (المدينة المنورة بين الأدب والتاريخ) صدر عن نادي المدينة الأدبي 1411 هـ.[13]
- (الأخبار الغريبة فيما وقع بطيبة الحبيبة) [تحقيق].
- (حارة الأغوات: صورة أدبية للمدينة المنورة في القرن الرابع عشر الهجري) صدر عن دار القبلة بجدة 1413 هـ.
- (حارة المناخة: صورة أدبية للمدينة المنورة في القرن الرابع عشر الهجري) صدر عن دار القبلة بجدة عام 1414 هـ.
- (أشجان الشامية: صورة أدبية لمكة المكرمة في العصر الحديث) صدر عن دار جدة عام 1416 هـ.[14]
- (دراسات مقارنة بن الأدبين العربي والغربي) صدر عن نادي المدينة الأدبي عام 1418هـ (1997).[15]
- (ذكريات من الحصوة) صدر عام 1419هـ.
- (قديم الأدب وحديثه في بيئة المدينة المنورة) صدر عن نادي المدينة المنورة الأدبي عام 1430 هـ - 2009م. وتنقل المؤلف في فصول الكتاب بين مواضيع متنوعة، حيث تحدث عن «الحالة الفكرية في البلاد العربية في القرن الثاني عشر الهجري وما صاحبه من تقلبات مست أوزان الشعر العربي وأسلوبه البلاغي»، وعن «حلقات العلم في الحرمين الشريفين ودورها في صياغة المعطيات الثقافية والفكرية على مدى ثلاثة قرون هجرية»، كما تحدث في أحد فصول الكتاب عن البيئة الشعرية والأدبية في المدينة المنورة ودورها في إثراء الحركة الأدبية في المملكة العربية السعودية.[5]
- (الأدب العربي في مدونات المستعربين) صدر عن نادي المدينة الأدبي.[16]
- (هتاف من باب السلام) صدر عن دار جدة عام 1421.[17]
- (صفحات من تاريخ الإبداع الأدبي بالمدينة المنورة) صدر عام 1422هـ (2001).
- (قراءة نقدية في بيان حمزة شحاتة الشعري) صدر عام 1424هـ (2003).[18]
- (رحلة الشوق في دروب العنبرية) صدر عن نادي المدينة الأدبي عام 1425هـ.[19]
- (الأعمال الكاملة) صدرت عن اثنينية عبد المقصود خوجة.

## تكريم وجوائز
- حصل على جائزة علي وعثمان حافظ لأفضل كاتب عمود صحفي عام 1996.
- كرمه نادي المدينة الأدبي عام 2000.
- كرمته اثنينية عبد المقصود خوجة عام 2004.[20]
- كرمه أمير منطقة المدينة المنورة (السابق) الأمير عبد العزيز بن ماجد بن عبد العزيز في ملتقى العقيق الثقافي في نسخته الرابعة عام 2010.[21]
- كرمته جامعة الملك عبد العزيز في جدة في افتتاح ملتقى «آداب 3» تقديراً لجهوده الأكاديمية وإنجازاته العلمية ومبادراته الثقافية والأدبية عام 2019.[22]

## وفاته
توفي المؤرخ عاصم حمدان ظهر يوم السبت في 16 مايو (أيار) 2020. وقد نعته صحيفة المدينة السعودية بالقول:
«انتقل إلى رحمة الله تعالى ظهر اليوم السبت الأديب والمؤرخ والإعلامي أ. د عاصم حمدان عن عمر ناهز السابعة والستين من العمر، تاركا وراءه إرثا أدبيا وتاريخيا ثريا من خلال عشرات المؤلفات والإصدارات التي أثرى بها المكتبة العربية، منها ما يرتبط بشكل مباشر بالبيئة المدنية كحارة الأغوات، والمناخة، وباب المجيدي، رحلة الشوق في دروب العنبرية وغيرها، ومنها ما يلامس الجانب التاريخي للحركة الأدبية فيها منذ مطلع القرن الثاني عشر الهجري من خلال كتابه» قديم الأدب وحديثه في بيئة المدينة المنورة«، والفقيد كتب على مدى سنوات في الزميلة المدينة والمجلة العربية وعمل رئيسا لتحرير عدد من المجلات والدوريات، حصد جوائز متعددة من أندية أدبية وملتقيات ثقافية وجامعات من أبرزها ملتقى العقيق الثقافي 2010 م وجامعة الملك عبد العزيز العام المنصرم».

## صدر عنه
كتاب (د. عاصم حمدان: الأديب الإنسان 1373 - 1441) تأليف: أحمد محمد سالم الأحمدي.